# Anisosticta novemdecimpunctata
Anisosticta novemdecimpunctata es una especie de mariquita del género Anisosticta, orden Coleoptera. Fue descrita por Linnaeus en 1758.

## Descripción
Mide 3,5-5 mm de longitud. Especie alargada y de forma aplanada. Sus élitros son de color beige aunque puede variar a rojo con puntos negros. Pronoto también de color beige con manchas oscuras. Las patas son marrones.

## Distribución y hábitat
Se distribuye por Reino Unido, Irlanda del Norte, Países Bajos, Suecia, Bélgica, Francia, Suiza, Finlandia, Noruega, Alemania, Estonia, Rusia, Austria
Dinamarca, Polonia, Luxemburgo, España, Lituania, Ucrania, Italia, Letonia, Grecia, Portugal, Irlanda, Bielorrusia, Hungría, Rumania, Bulgaria, Israel, Montenegro, Chequia, Georgia, Liechtenstein, Macedonia del Norte, Serbia y Eslovenia.
Habita sobre plantas acuáticas y pantanosas, en variedad de especies de los géneros Phragmites y Carex, donde se alimenta de pulgones. También en zonas boscosas y turberas, en estepas y bordes de páramos.